# Mundo Konami
El Mundo Konami, también llamado Mundo Wai Wai, es un planeta ficticio en donde se desarrolla la saga de videojuegos Konami Wai Wai. Este planeta funciona como un crossover entre los distintos videojuegos de la compañía Konami, de modo que cada región representa a un videojuego de Konami distinto. Por ejemplo, entre sus regiones se puede encontrar la jungla del videojuego Contra, la Isla Donburi de la saga TwinBee y el Antiguo Edo de Ganbare Goemon, entre otras referencias. La gobernante de este mundo es la Princesa Herb que vive en el Castillo Parsley.

## Habitantes notables
La mayoría de los personajes de este mundo son estrellas de sus propios videojuegos que hacen una aparición especial, aun así ha habido personajes propios del Mundo Konami, estos son:

### Konami Man
El superhéroe de Konami, aunque tuvo varios cameos anteriormente, tuvo su primer rol jugable como protagonista del juego Wai Wai World. Tiene la habilidad de dar puñetazos y su arma especial es una pistola, también puede volar cuando consigue la capa especial.

### Konami Lady
Un androide creado por el Dr. Cinnamon para ayudar a Konami Man, tiene la forma de una chica de cabello violeta que usa una armadura-bikini. Su ataque son las patadas y, al igual que su homólogo masculino, puede volar y usar una pistola de calor como ataque especial. Es un personaje exclusivo de Wai Wai World.

### Dr. Spice
El gemelo malvado del Dr. Cinnamon. Es un científico que tiene un aparato para revivir a los personajes en Wai Wai World. Pero lo utiliza a cambio de un altísimo costo.

### Rickle
El protagonista de Wai Wai World 2, es un robot de combate creado por el Dr. Cinnamon para salvar al mundo Konami. Tiene un golpe de energía como ataque y la capacidad de transformarse en uno de los héroes de Konami por tiempo limitado.

### Moai Alexandria
Personaje jugable en Wai Wai World. Es una versión amistosa de la clásica cabeza Moai de Gradius. Se caracteriza porque tiene patas que le permiten caminar y saltar y además pega cabezazos. Posee además el clásico disparo de anillos de los Moai.

### Princesa Herb
La damisela en apuros de Wai Wai World 2. Es la princesa del Mundo Konami y es capturada por el villano Waruumon, por lo que los héroes tienen que rescatarla.

### Waruumon
Un gracioso alienígena volador que aparece como jefe final en Wai Wai World 2, además de secuestrar a la princesa y llevarla al espacio, hace que todos los villanos del Mundo Konami revivan y causen el pánico.

## Regiones

### EnKonami Wai Wai World
El Mundo Konami está dividido en seis grandes regiones. El jugador usa un teletransportador para moverse libremente entre cada escenario:
- Goon Docks: Representa al mundo del juego The Goonies. Es una gran cueva laberíntica que esconde un enorme barco pirata.

- Antiguo Edo: Representa al juego Ganbare Goemon. Es una antigua aldea japonesa cercana a un enorme castillo japonés protegido por dragones.

- Infierno japonés: Representa al juego Getsu Fuuma Den. Es un horrible lugar de tinieblas y oscuridad habitado por demonios.

- Castillo de Dracula: Representa al juego Castlevania. Es un gigantesco castillo medieval embrujado.

- Ciudad moderna: Representa al juego King Kong 2: Ikari no Megaton Punch. Es una gran ciudad con pasillos y edificios de concreto y metal. Está protegida por poderosos robots.

- Isla de Pascua: Lugar original en donde se encuentran ruinas de una antigua civilización con extrañas inscripciones y estatuas de enormes cabezas Moai.

Tras completar todos los niveles aparecen las fases finales:
- Isla Donburi: Representa al juego TwinBee. Se desarrolla en el cielo en donde el jugador combate contra naves enemigas hasta que finalmente sale al espacio exterior en donde atraviesa una fase similar a la del juego Salamander.

- Guarida de Waldar: Es un planetoide orgánico en donde vive el maligno ser llamado Waldar que ha invadido al Mundo Konami. Es destruido al final del juego.

En el relanzamiento para celular se añadieron dos fases nuevas:
- Reino Ruakuyo: Representa al juego Bio Miracle Bokutte Upa. Es una tierra mágica formada por enormes dulces y postres comestibles.

- Antártida: Representa al juego Antarctic Adventure. Es una fortaleza formada por hielo.

### EnWai Wai World 2: SOS!! Parsley Jō
El Mundo Konami ahora aparece representado como un gran mapa en donde el jugador va avanzando por cada una de sus regiones siguiendo una ruta determinada: 
- Fortaleza aérea: La base de operaciones está siendo atacada por una fortaleza aérea gigante, Rickle se dirige de inmediato a combatir a los enemigos. La primera fase se desarrolla en la base del Mundo Konami, esta es una etapa de plataformas con desplazamiento automático de la pantalla. En la segunda fase, la forma de juego cambia por un Matamarcianos de vista lateral en donde Rickle viaja a bordo de su aeromoto disparando a los enemigos. La fase final se desarrolla dentro de la fortaleza y presenta nuevamente desplazamiento automático.

- Antiguo Edo: Nivel basado en el juego Mr. Goemon. Desde este nivel el desplazamiento de la pantalla deja de ser automático y se centra en el jugador. Se compone de dos fases similares en donde hay que vencer a todo tipo de guerreros japoneses.

- Donburi Island: Nivel basado en el juego TwinBee. Este es un Matamarcianos de vista cenital en donde el jugador controla a la nave TwinBee mientras dispara a enemigos aéreos y arroja bombas a enemigos terrestres. Tras derrotar al jefe hay una zona de bonus en pseudo-3D con la nave vista desde atrás en donde hay que colectar los ítems.

- Tierra RPG: Nivel basado en el juego TwinBee. Es básicamente igual al 3-A pero con distintos enemigos y jefe. También incluye la fase de bonus.

- Galuga Archipelago: Nivel basado en el primer escenario del juego Contra. Es nuevamente un escenario de plataformas invadido por robots y aliens, se caracteriza por la presencia de los clásicos contenedores metálicos de Contra que guardan ítems.

- Reino Ruakuyo: Nivel basado en el juego Bio Miracle Bokutte Upa. La primera fase es un escenario de plataformas compuesto por golosinas y postres gigantes. La segunda fase es acuática y de desplazamiento automático, se desarrolla dentro de una soda y el personaje tiene la capacidad de nadar.

- Juego de Puzzle: Basado en el juego Loco-Motion. Este es un minijuego de puzle en donde el jugador debe armar un pequeño rompecabezas intercambiando las piezas para formar la imagen.

- Juego de carreras: Basado en el juego City Bomber. Este es un minijuego de velocidad. El jugador conduce un automóvil en una pista con vista aérea mientras es perseguido por autos enemigos.

- Cementerio fantasma: Basado en el juego Getsu Fuuma Den. Es un nivel de plataformas lateral en donde el jugador avanza de derecha a izquierda, en una referencia al juego de origen. Los enemigos son monstruos de la mitología japonesa.

- Fortaleza de Bambú: Basado en la etapa final del juego Gradius. La forma de juego es un Matamarcianos de vista lateral en donde el jugador controla a la nave Vic Viper, esta posee su clásica barra de Power-Ups que le permite ganar mejoras al sumar cápsulas de poder. Al superar esta fase aparece un nuevo nivel corto con el mismo estilo en donde la nave se enfrenta a una gigantesca nave Big Core.

- Ruinas Moai: Basado en la etapa Moai del juego Gradius. Presenta el mismo estilo que el Mundo 8-A pero con un escenario y con enemigos distintos. Tras superarlo también aparece la batalla contra Big Core.

- Castillo Parsley: Este largo mundo se compone de tres grandes etapas. La primera parte es un minijuego basado en Frogger, en donde Rickle debe cruzar la autopista evitando ser atropellado para llegar a las puertas del castillo. La segunda parte vuelve a ser de plataformas y es la más larga, se compone de distintas pantallas basadas en el juego Castlevania y tiene su propio jefe. La parte final es un sencillo escenario invadido por enemigos de distintos juegos de Konami en donde finalmente hace su aparición el jefe final.

### EnKonami Krazy Racers
Este es un juego de carreras en donde cada pista hace referencia a un juego de Konami distinto.
- Ganbare Dochu: Basado en la saga Ganbare Goemon. Es una aldea japonesa con numerosas lagunas en donde viven los Kappas.

- Sky Bridge: Basado en la saga TwinBee. Es una ruta ubicada en el cielo.

- Moon Road: Basado en la saga Parodius. Es una ruta ubicada en el espacio exterior.

- Poppin' Beach: Basado en la saga Pop'n Music. Es una playa tropical.

- Power Stadium: Basado en la saga Jikkyou Powerful Pro Yakyuu. Es un estadio de béisbol.

- Space Colony: Basado en la saga Parodius. Es una ruta ubicada en el espacio exterior.

- Cyber Field: Basado en la saga Metal Gear. Es un oscuro depósito de contenedores metálicos.

- Magma Castle: Basado en la saga Castlevania. Es un camino rodeado por un río de lava ardiente.

- Ice Paradise: Basado en la saga Antarctic Adventure.